# Một thoáng ta rực rỡ ở nhân gian
Một thoáng ta rực rỡ ở nhân gian (tựa gốc tiếng Anh: On Earth We're Briefly Gorgeous) là quyển tiểu thuyết đầu tay của nhà thơ người Mỹ gốc Việt Ocean Vương, do Penguin Press chịu trách nhiệm xuất bản và phát hành vào ngày 4 tháng 1 năm 2019. Được viết dưới dạng tiểu thuyết thư từ, tác phẩm có nội dung là một bức thư mà một chàng trai gửi cho người mẹ không biết đọc của mình, với hy vọng nếu có kiếp sau thì bà sẽ trở lại và đọc được tâm sự của anh.
Ngay khi ra mắt, Một thoáng ta rực rỡ ở nhân gian đã trở thành best-seller của New York Times và giành được nhiều giải thưởng lớn nhỏ khác nhau. Hơn nữa, tác phẩm cũng nhận được sự đón chờ từ phía độc giả khi được phát hành ở Việt Nam.

## Nội dung
Dưới dạng những lá thư của một cậu con trai gửi cho người mẹ, tác phẩm khắc hoạ lại cuộc đời của nhân vật chính Cún Con, từ thuở ấu thơ cho đến lúc trưởng thành. Đồng thời, cuốn sách còn xoay quanh các thế hệ trải dài từ bà, mẹ cho đến cậu, trong một cuộc di cư dài đằng đẵng từ miền quê Việt Nam sang đất nước Mỹ.

## Nhân vật
- Cún Con - nhân vật chính của tiểu thuyết, có tuổi đời ngoài 20.
- Rose (Hồng) - mẹ của Cún Con.
- Bà ngoại Cún Con.
- Trevor - cháu trai của một chủ đồn điền thuốc lá mà Cún Con đến làm thuê.

## Phát triển
Sau khi tập thơ đầu của Ocean Vương là Night Sky with Exit Wound (Trời đêm những vết thương xuyên thấu) đoạt giải T. S. Eliot năm 2017, anh đã bắt tay chắp bút cuốn tiểu thuyết đầu tay, Một thoáng ta rực rỡ ở nhân gian, như một sự nối tiếp của những thứ được ghi lại trong tập thơ.

### Chuyển ngữ
Tiểu thuyết đã được dịch ra nhiều thứ tiếng trên thế giới, trong đó bản dịch tiếng Việt do Nhã Nam nắm bản quyền và được thực hiện bởi Khánh Nguyên. Tác phẩm đã ra mắt vào giữa tháng 12 năm 2021 và nhận được sự hưởng ứng nồng nhiệt từ độc giả. Trong thư viết cho đơn vị phát hành tại Việt Nam, Ocean Vương giãi bày rằng anh thật sự tự hào và phấn khích khi cuốn sách sẽ được sống bằng tiếng Việt, "thứ ngôn ngữ gần gũi nhất trong tôi với ý niệm về "nhà'".
Ngày 16 tháng 1 năm 2022, nhân sự kiện ra mắt Một thoáng ta rực rỡ ở nhân gian, tác giả Ocean Vương đã có dịp giao lưu với độc giả Việt Nam thông qua nền tảng trực tuyến. Tại đó, anh cũng nói rằng "Cuốn sách là lá thư của một người Việt Nam nói với một người Việt Nam khác, người Mỹ da trắng muốn đọc thì phải bước vào thế giới của chúng ta, đọc về Việt Nam, về văn hóa, tính cách và con người nước Việt".

## Đón nhận
Trên hệ thống tổng hợp kết quả đánh giá Book Marks, cuốn tiểu thuyết đã nhận được xếp hạng "Tích cực" dựa trên 41 bài đánh giá, gồm: 22 bài đánh giá "Tán dương", 14 bài đánh giá "Tích cực" cùng 5 bài "Trái chiều". Tác phẩm cũng ra mắt ở vị trí thứ sáu trong danh sách best-seller của The New York Times trong tuần.
Báo Tuổi trẻ đã đưa ra lời nhận định rằng "Dịu dàng và thô ráp như vậy, Một thoáng ta rực rỡ ở nhân gian cũng có thể nói là một cuốn tiểu thuyết tham vọng và táo bạo theo nghĩa nó tìm cách kể câu chuyện của những con người vốn không được đoái hoài đến trong nền văn chương Mỹ và xã hội Mỹ." Cây bút Minh Trang từ báo Phụ Nữ Online bình luận "Dệt nên từ hoài niệm và những tâm tư sâu kín, cuốn sách chất chứa những dằn vặt tuổi trưởng thành, sự hoài nghi về căn tính và nỗi cô đơn của kẻ bên lề...", đồng thời còn so sánh tác phẩm với bộ phim Nomadland trên phương diện "nhìn sâu vào tình trạng xê dịch của con người do những biến cố lớn của thời đại". Trong khi đó, tạp chí Ngày Nay lại cho rằng "Có thể nói, khi vật lộn với niềm trăn trở về cuộc sống và với những giới hạn của ngôn ngữ, Ocean Vuong "cố gắng thoát ra" bằng cách viết".
Tiểu thuyết đã được The Washington Post vinh danh là một trong mười cuốn sách hay nhất năm 2019. Tác phẩm đã lọt vào vòng chung kết của Giải PEN/Faulkner cho Sách hư cấu năm 2020, đồng thời còn góp mặt trong danh sách mở rộng của Giải thưởng Sách Quốc gia Mỹ cho Tác phẩm hư cấu 2019.

## Tranh cãi về nội dung
Chiều ngày tháng 5 năm 2024, một phụ huynh của Trường Quốc tế Thành phố Hồ Chí Minh - Học viện Mỹ (ISHCMC) đã đăng một bài viết trên một nhóm Facebook về việc phát hiện nội dung có yếu tố "ngôn từ đồi truỵ, nhớp nhúa, nội dung khiêu dâm" trong cuốn sách. Cụ thể, phụ huynh này nói rằng giáo viên đã phát cho con gái cô cuốn sách để đọc trong ngày nghỉ lễ, nhưng cô đã phát hiện những chi tiết miêu tả hành vi tình dục của hai nhân vật Trevor và Cún Con trong truyện. Sau khi đăng, bài viết đã gây ra một cuộc tranh cãi lớn. Trong cuộc tranh cãi này, phản ứng tiêu cực đã số đến từ phía những cá nhân là cha mẹ, phụ huynh có con nhỏ lên tiếng về việc đem nội dung tình dục vào trong giảng dạy, song cũng có nhiều đối tượng khác đã nhân cơ hội này có những phát ngôn ghê sợ đồng tính. Về phía chuyên gia, phần nhiều những nhà văn, người làm giáo dục đã khẳng định có yếu tố tình dục trong nội tác phẩm, nhưng đồng thời cũng đưa ra nhận định rằng đây không phải là văn hoá phẩm đồi truỵ, khiêu dâm.
Ngày 6 tháng 5, ông Nguyễn Nguyên, cục trưởng Cục Xuất bản, In và Phát hành, Bộ TT&TT, phản hồi với báo chí rằng đã đề nghị phía bên nhà xuất bản báo cáo, đồng thời cho biết sẽ thẩm định và mời một số giáo sư đầu ngành đọc, đưa ra ý kiến về những tranh cãi trong tác phẩm Một thoáng ta rực rỡ ở nhân gian. Cục sẽ có đánh giá thẩm định phục vụ cho yêu cầu nghiệp vụ quản lý chứ không thẩm định về mặt nội dung giống như các nhà xuất bản. Sáng ngày 8 tháng 5 theo múi giờ Mỹ, nhà văn Ocean Vuong cũng đã nhận được tin tức và bày tỏ lo lắng qua một bài đăng story trên Instagram tác phẩm có thể bị cấm tại quốc gia nơi tác giả được sinh ra. 
Ngày 19 tháng 5 năm 2024, Một thoáng ta rực rỡ ở nhân gian của Ocean Vuong đang tái bản với bìa dán nhãn 18+. Trước đó, báo cáo với Cục Xuất bản, In và Phát hành về cuốn sách, Nhà xuất bản Hội Nhà văn cho biết cuốn sách được xuất bản đúng quy trình, có nội dung tốt, không vi phạm các quy định của Điều 10 Luật Xuất bản.

## Chuyển thể
Một bộ phim chuyển thể do hãng A24 đảm trách đã được công bố trong tập The A24 Podcast vào ngày 21 tháng 12 năm 2020. Bing Liu, đạo diễn của bộ phim tài liệu được đề cử giải Oscar Minding the Gap, là người phụ trách khâu chuyển thể tác phẩm này lên màn ảnh.